# Lista de ministros da Reforma do Estado de Portugal

Bandeira de ministro de Portugal.

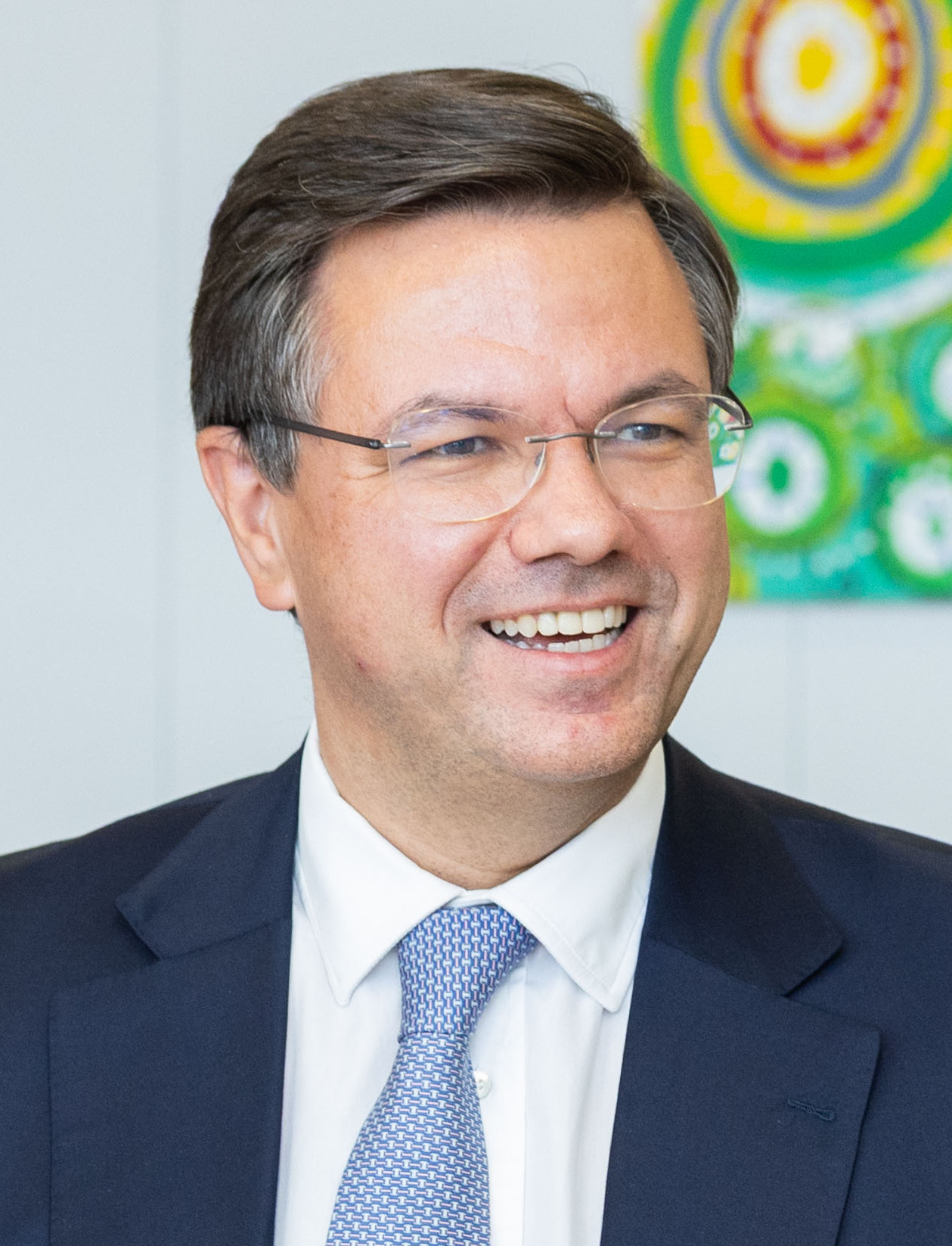
Gonçalo Saraiva Matias, atual ministro adjunto e da Reforma do Estado.

Esta é uma lista de ministros da Reforma do Estado em Portugal, incluindo os anteriores ministros da Modernização Administrativa, da Reforma Administrativa, da Modernização do Estado e da Modernização, entre a criação do Ministério da Reforma Administrativa a 30 de janeiro de 1978 e a atualidade.
A lista cobre o atual período democrático (1974–atualidade).

## Designação
Entre 1978 e 2002, o cargo de ministro da Reforma Administrativa teve as seguintes designações:
- Ministro da Reforma Administrativa — designação usada entre 30 de janeiro de 1978 e 29 de agosto de 1978;
- Cargo inexistente — entre 29 de agosto de 1978 e 9 de janeiro de 1981;
- Ministro da Reforma Administrativa — designação usada entre 9 de janeiro de 1981 e 4 de junho de 1981;
- Cargo inexistente — entre 4 de junho de 1981 e 4 de setembro de 1981;
- Ministro da Justiça e da Reforma Administrativa — designação usada entre 4 de setembro de 1981 e 9 de junho de 1983
- Cargo inexistente — entre 9 de junho de 1983 e 25 de outubro de 1999;
- Ministro da Reforma do Estado e da Administração Pública — designação usada entre 25 de outubro de 1999 e 6 de abril de 2002.
- Cargo inexistente — entre 6 de abril de 2002 e 30 de outubro de 2015;
- Ministro da Modernização Administrativa — designação usada entre 30 de outubro de 2015 e 26 de novembro de 2015;
- Ministro da Presidência e da Modernização Administrativa — designação usada entre 26 de novembro de 2015 e 26 de outubro de 2019;
- Ministro da Modernização do Estado e da Administração Pública — designação usada entre 26 de outubro de 2019 e 30 de março de 2022.
- Cargo inexistente — entre 30 de março de 2022 e 2 de abril de 2024;
- Ministro da Juventude e Modernização — designação usada entre 2 de abril de 2024 e 5 de junho de 2025.
- Ministro adjunto e da Reforma do Estado — designação usada desde 5 de junho de 2025.

## Lista
| Terceira República (1974–presente)       |                                                                                  |         |                         |                         |                     |
| #                                        | Ministro da Reforma Administrativa (Nascimento–Morte)                            | Retrato | Início do mandato       | Fim do mandato          | Governo             |
| Governos Constitucionais (1976-Presente) |                                                                                  |         |                         |                         |                     |
| 1                                        | Rui Eduardo Ferreira Rodrigues Pena (1939–2018)                                  |         | 30 de janeiro de 1978   | 29 de agosto de 1978    | II Soares           |
| –                                        | Cargo inexistente                                                                |         | 29 de agosto de 1978    | 9 de janeiro de 1981    | ——                  |
| 2                                        | Eusébio Marques de Carvalho (1935–)                                              |         | 9 de janeiro de 1981    | 4 de junho de 1981      | VII Pinto Balsemão  |
| –                                        | Cargo inexistente                                                                |         | 4 de junho de 1981      | 4 de setembro de 1981   | ——                  |
| #                                        | Ministro da Justiça e da Reforma Administrativa (Nascimento–Morte)               | Retrato | Início do mandato       | Fim do mandato          | Governo             |
| 3                                        | José Manuel Menéres Sampaio Pimentel (1928–2014)                                 |         | 4 de setembro de 1981   | 9 de junho de 1983      | VIII Pinto Balsemão |
| –                                        | Cargo inexistente                                                                |         | 9 de junho de 1983      | 25 de outubro de 1999   | ——                  |
| #                                        | Ministro da Reforma do Estado e da Administração Pública (Nascimento–Morte)      | Retrato | Início do mandato       | Fim do mandato          | Governo             |
| 4                                        | Alberto de Sousa Martins (1945–)                                                 |         | 25 de outubro de 1999   | 6 de abril de 2002      | XIV Guterres        |
| –                                        | Cargo inexistente                                                                |         | 6 de abril de 2002      | 30 de outubro de 2015   | ——                  |
| #                                        | Ministro da Modernização Administrativa (Nascimento–Morte)                       | Retrato | Início do mandato       | Fim do mandato          | Governo             |
| 5                                        | Rui Pedro Costa Melo Medeiros (1963–)                                            |         | 30 de outubro de 2015   | 26 de novembro de 2015  | XX Passos Coelho    |
| #                                        | Ministro da Presidência e da Modernização Administrativa (Nascimento–Morte)      | Retrato | Início do mandato       | Fim do mandato          | Governo             |
| 6                                        | Maria Manuel de Lemos Leitão Marques (1952–)                                     |         | 26 de novembro de 2015  | 18 de fevereiro de 2019 | XXI Costa           |
| 7                                        | Mariana Guimarães Vieira da Silva (1978–)                                        |         | 18 de fevereiro de 2019 | 26 de outubro de 2019   | XXI Costa           |
| #                                        | Ministro da Modernização do Estado e da Administração Pública (Nascimento–Morte) | Retrato | Início do mandato       | Fim do mandato          | Governo             |
| 8                                        | Alexandra Ludomila Ribeiro Fernandes Leitão (1973–)                              |         | 26 de outubro de 2019   | 30 de março de 2022     | XXII Costa          |
| –                                        | Cargo inexistente                                                                |         | 30 de março de 2022     | 2 de abril de 2024      | ——                  |
| #                                        | Ministro da Juventude e Modernização (Nascimento–Morte)                          | Retrato | Início do mandato       | Fim do mandato          | Governo             |
| 9                                        | Ana Margarida Balseiro de Sousa Lopes (1989–)                                    |         | 2 de abril de 2024      | 5 de junho de 2025      | XXIV Montenegro     |
| #                                        | Ministro adjunto e da Reforma do Estado (Nascimento–Morte)                       | Retrato | Início do mandato       | Fim do mandato          | Governo             |
| 10                                       | Gonçalo Nuno da Cruz Saraiva Matias (1979–)                                      |         | 5 de junho de 2025      | presente                | XXV Montenegro      |

### Lista de ministros da Reforma/Modernização vivos
| Nome                        | Mandato(s) | Idade              |
| --------------------------- | ---------- | ------------------ |
| Eusébio Marques de Carvalho | 1981       | 90 anos            |
| Alberto Martins             | 1999–2002  | 80 anos e 115 dias |
| Rui Medeiros                | 2015       | 62 anos e 1 dia    |
| Maria Manuel Leitão Marques | 2015–2019  | 72 anos e 360 dias |
| Mariana Vieira da Silva     | 2019       | 41 anos            |
| Alexandra Leitão            | 2019–2022  | 52 anos e 132 dias |
| Margarida Balseiro Lopes    | 2024–2025  | 35 anos e 328 dias |
| Gonçalo Saraiva Matias      | 2025–      | 46 anos e 48 dias  |